# Savage Steve Holland
Savage Steve Holland (Estados Unidos, 29 de abril de 1958) es un director de cine, escritor, productor, animador y actor de voz estadounidense. Holland es conocido por dirigir las películas de culto Better Off Dead (1985) y One Crazy Summer (1986), ambas protagonizadas por John Cusack. También dirigió la película How I Got Into College (1989), y fue el creador y productor de Eek! El Gato para Fox Kids. Actualmente maneja su propio estudio, Savage Studios Ltd. y dirige series para Disney Channel y Nickelodeon. Holland estudió animación en el Instituto de Artes de California, donde uno de sus proyectos estudiantiles Going Nowhere Fast (1980) fue exhibido en el Museo de Arte Mordeno de Nueva York. 

## Filmografía

### Películas
- Better Off Dead (1985)
- One Crazy Summer (1986)
- How I Got into College (1989)
- The Incredible Crash Dummies (1993) (solo escritor)
- Safety Patrol (1998)
- Stuck in the Suburbs (2004)
- Shredderman Rules (2007)
- Legally Blondes (2009)
- Ratko: The Dictator's Son (2009)
- A Fairly Odd Movie: Grow Up, Timmy Turner! (2011)
- Big Time Movie (2011)
- A Fairly Odd Christmas (2012)
- A Fairly Odd Summer (2014)
- Santa Hunters (2014)
- Rufus (2016)
- Rufus 2 (2017)
- Malibu Rescue: The Movie (2019)
- Malibu Rescue: The Next Wave (2020)

### Televisión
- Press Your Luck (1983–1986)
- Saturday Night Live (1988–1990)
- The New Adventures of Beans Baxter (1987–1988)
- Encyclopedia Brown (1989–1990) (director)
- Las Excelentes Aventuras de Bill y Ted (1990–1991) (escritor)
- Eek! El Gato (1992–1997) (cocreador, productor ejecutivo, escritor)
- The Terrible Thunderlizards (1993–1997) (cocreador, productor ejecutivo)
- The Puzzle Place (1994-1998) (director)
- V.I.P. (1998–2002) (director, numerosos episodios)
- Honey, I Shrunk the Kids: The TV Show (1997–1998) (director, 3 episodios)
- Lizzie McGuire (2001–2003) (director, 9 episodios)
- Phil of the Future (2004) (director, 4 episodios)
- Unfabulous (2005–2007) (director, 7 episodios)
- Zoey 101 (2005–2007) (director, 5 episodios)
- Ned's Declassified School Survival Guide (2005–2007) (director, 8 episodios)
- Zeke y Luther (2009–2011) (director, 11 episodios)
- Big Time Rush (2009–2013) (director, 14 episodios)